# Xiphorhynchus atlanticus
El trepatroncos atlántico (Xiphorhynchus atlanticus) es una especie de ave paseriforme de la familia Furnariidae, de la subfamilia Dendrocolaptinae, perteneciente al numeroso género Xiphorhynchus. Hasta recientemente era considerada una subespecie del trepatroncos enano (Xiphorhynchus fuscus), de quien fue separada en el año 2018. Es endémica del noreste de Brasil. 

## Distribución y hábitat
Se distribuye únicamente en el noreste de Brasil, desde los estados de Ceará y Paraíba hacia el sur hasta Alagoas al norte del río São Francisco.
Su hábitat natural se restringe a los remanentes de bosques más húmedos, tanto primarios como secundarios, dentro del bioma de la caatinga.

## Estado de conservación
A pesar de calificada como especie bajo preocupación menor por la Unión Internacional para la Conservación de la Naturaleza (IUCN), localmente, en Brasil, ha sido calificada como vulnerable a la extinción de acuerdo con la «Lista Nacional Oficial de Espécies da Fauna Ameaçadas de Extinção - Portaria MMA nº 444», de 17 de diciembre de 2014.

## Sistemática

### Descripción original
La especie X. atlanticus fue descrita por primera vez por el ornitólogo estadounidense Charles Barney Cory en 1916 bajo el nombre científico de subespecie Picolaptes fuscus atlanticus; la localidad tipo es: «Serra de Baturité, Ceará».

### Etimología
El nombre genérico masculino «Xiphorhynchus» se compone de las palabras del griego «ξιφος xiphos»: espada, y «ῥυγχος rhunkhos»: pico; significando «con pico en forma de espada»; y el nombre de la especie «atlanticus», se refiere a la región costera del Océano Atlántico donde habita.

### Taxonomía
La presente especie ya fue colocada en el género Lepidocolaptes y era tratada hasta recientemente como conespecífica con X. fuscus, pero fue separada con base en evidencias morfológicas y de vocalización y con soporte de datos genéticos. La separación fue aprobada en la Propuesta n° 809 al Comité de Clasificación de Sudamérica (SACC) y listada por las principales clasificaciones.
Las principales razones apuntadas por Aves del Mundo para justificar la separación  son: es de color ocráceo mucho más fuerte por debajo, con la parte baja de la garganta más oscura de con un cierto patrón (y no de color beige pálido), y los bordes más débiles de las estrías más anchas, dando una apariencia general más sombreada a las partes inferiores; las cobertoras inferiores de la cola lisas y no estriadas; tamaño mayor (principalmente el pico y las alas); y el canto, típicamente más rápido, sin la larga serie de notas introductorias bien espaciadas del canto de X. fuscus. El taxón geográficamente intermediario X. fuscus tenuirostris tiene la voz más diferenciada, lo que puede significar una efectiva barrera para el flujo de genes entre fuscus y atlanticus. Es monotípica.